# Leonidas von Popp

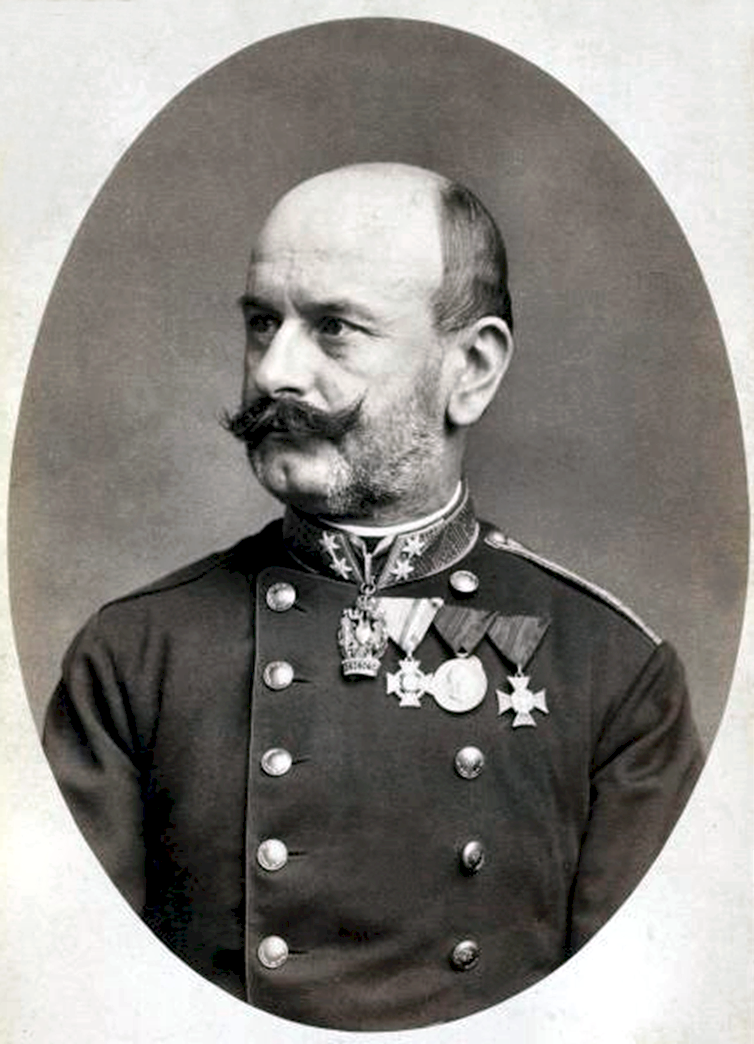
Leonidas Freiherr von Popp als Feldmarschalleutnant 1885

Leonidas Freiherr von Popp (* 15. Oktober 1831 in Nussdorf (Năsăud), Siebenbürgen; † 1. Dezember 1908 in Baden bei Wien) war ein österreichischer k.k.  Wirklicher Geheimer Rat, Offizier (General der Infanterie), Professor für Strategie an der Zentral-Kavallerie-Schule sowie Generaladjutant der Militärkanzlei Kaiser Franz Joseph I. rumänischer Abstammung und rumänisch griechisch-katholisch Konfession.

## Herkunft

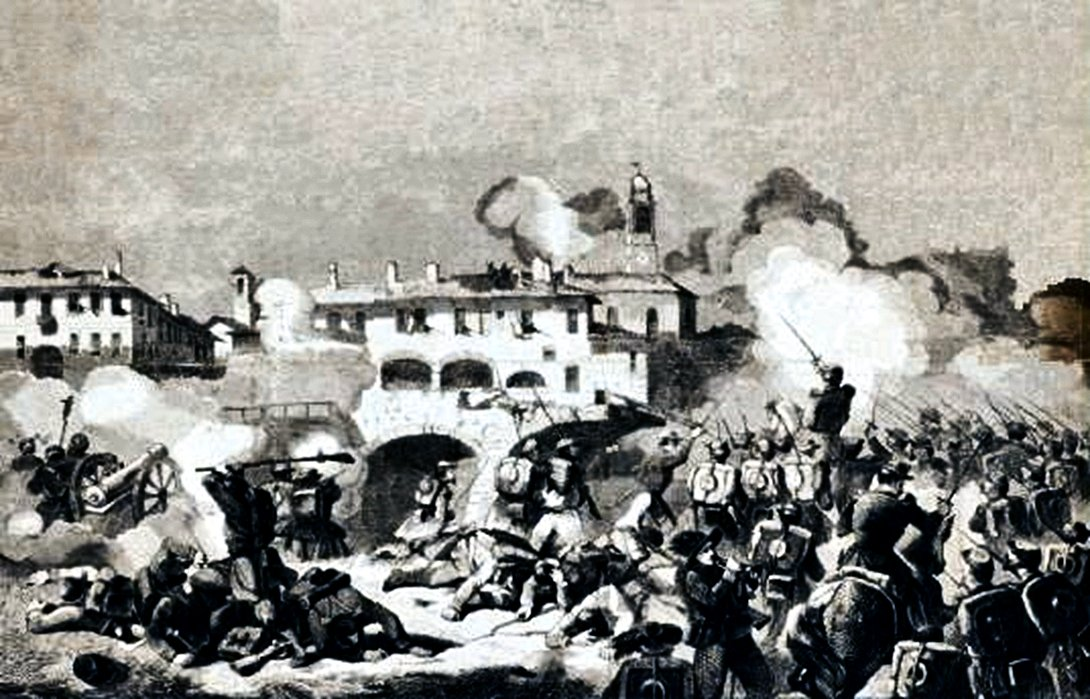
Vajani – Der Ansturm auf Robecchetto während der Schlacht von Magenta 1859

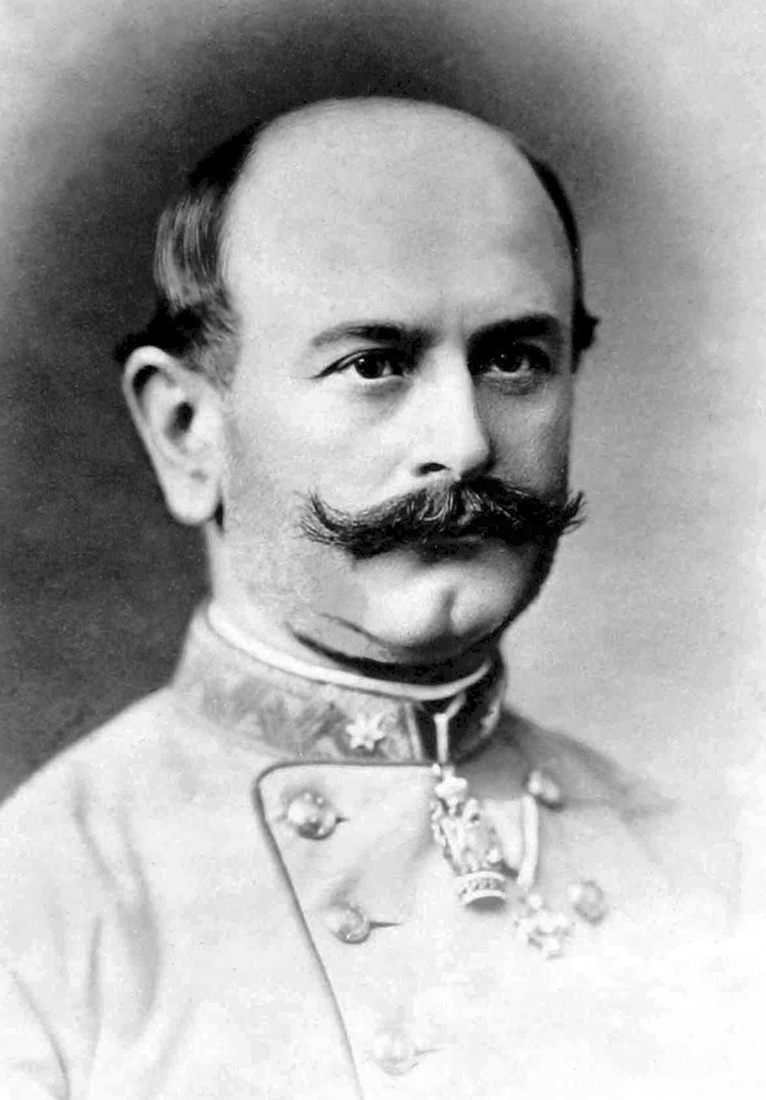
Leonidas Freiherr von Popp als Generalmajor 1881

Leonidas von Popp entstammte einer sehr alten Nussdorfer Grenzerfamilie. Sein Großvater, Grigore Pop (* 1762 in Bichigiu; † 1851 in Nussdorf), war der erste rumänischstämmige Offizier im Grenzregiment Nr. 2 in Naszód. Er hatte vier Söhne.
Aus der Ehe seines Sohnes Leon (* 1797 in Feldru; † 1880 in Nussdorf) mit der Tochter des k. k. Majors Wurzer aus oben erwähntem Regiment entsprossen Leonidas und drei Schwestern.

## Leben
Nach Erfüllung seiner Grundschulpflicht in Nussdorf, brachte ihn sein Vater 1843 in der dortigen Militärschule unter. Dreizehnjährig begleitete er seinen Vater nach Wien, wo sie eine Audienz bei Kaiser Ferdinand I. erhielten. Der Monarch war von dem Auftreten des jungen Leonidas so begeistert, dass er ihm den Eintritt in die Theresianische Militärakademie in Wiener Neustadt ermöglichte.
Popp verließ 1851 als Leutnant die Theresianische Militärakademie und wurde dem Infanterieregiment Nr. 51 zugewiesen. In Folge frequentierte er die Kriegsschule und wurde 1858 als Hauptmann in den Generalquartiermeisterstab übernommen.
Er nahm an den Feldzügen von 1859 teil, kämpfte verwegen in den Schlachten von Magenta und Turbigo und wurde am 3. März 1860 mit dem Ritterkreuz des großherzoglich hessischen Philippsordens und dem Militärverdienstkreuzes (KD), infolgedessen auch am 12. März 1890 die Militärverdienstmedaille Signum Laudis am Bande des Militärverdienstkreuzes dekoriert. Für seine Teilnahme am Feldzug von 1866 rückte er zum Major und erhielt für sein Verhalten vor dem Feinde am 12. Oktober 1866 den Ausdruck der Allerhöchsten Zufriedenheit. Ab dem 13. November 1866 fungierte er als Generalstabschef der 14. Infanterietruppendivision und rückte am 19. September 1869 (Rang vom 23. April des Jahres) zum Oberstleutnant im Generalstab.
Ab 1870 war der Freiherr Professor für Strategie an der Zentral-Kavallerie-Schule und ab dem 1. September 1875 Oberst und Reservekommandant des Infanterieregiments Nr. 6, danach Kommandant des Infanterieregiments Nr. 48.
Nachdem Leonidas Popp erneut im Generalstab agiert hatte, zeichnete er sich bei den Vorarbeiten des Okkupationsfeldzugs von 1878 als Chef des Generalstabes beim Generalkommando Agram aus und machte als Chef der Operationskanzlei der 2. Armee den Feldzug mit, kommandierte sodann ab 1879 die 15. Infanteriebrigade, wurde in diesem Amt am 1. Mai 1880 (Rang vom 11. Mai des Jahres) zum Generalmajor ernannt und nach Triest geschickt, um den Bau der Befestigungsanlagen zu leiten. Es sollte seine letzte operative militärische Tätigkeit sein.
Wegen seiner Verdienste wurde der Offizier 1881 mit dem Titel eines Wirklichen Geheimen Rates und dem Orden der Eisernen Krone 1. Klasse geehrt, infolgedessen im selben Jahr in den Freiherrenstand erhoben. Leonidas von Popp wurde er am 12. April des Jahres zum Leiter der Militärkanzlei Kaiser Franz Josephs, vom 11. Juni des Jahres bis März 1889 zu deren Vorstand und Generaladjutant des Herrschers befördert.
Der Freiherr avancierte am 1. November 1885 (Rang vom 27. Oktober des Jahres des Jahres) zum Feldmarschallleutnant. Zu diesem Anlass wurde er von König Carol I. von Rumänien mit dem Großkreuz des Ordens der Krone von Rumänien ausgezeichnet. Wegen einer langwierigen Erkrankung musste er sich aber bereits im März 1889 in den vorläufigen Ruhestand versetzen lassen und trat schließlich am 1. März 1892 in Pension. Am 2. Dezember 1898 würdigte ihn der Kaiser abermals, und zwar mit dem Titel eines Feldzeugmeister, der schließlich am 15. November 1908 in den eines Generals der Infanterie umbenannt wurde.
Der General hatte testamentarisch verfügt, seinen Leichnam einzuäschern. Da es in Wien dazu keine Vorrichtung gab, mussten seine sterblichen Überreste zuerst nach Ulm überführt werden, bevor sie den Weg in seine Heimatstadt Năsăud antreten konnten. Auf seinem ersten Grabstein stand der auf ihn sicher zutreffende Spruch: „Latuosque decet cui dicet in diem dixise: Vixi!“ (Diesem Großen gebührt es eines Tages sagen zu dürfen: Ich habe gelebt!)